# John F. Kelly
John Francis Kelly (Boston, 11 maggio 1950) è un politico ed ex generale statunitense, segretario della Sicurezza Interna dal 20 gennaio al 31 luglio 2017 e capo di gabinetto della Casa Bianca dal 2017 al 2019 sotto la prima presidenza Trump.

## Biografia
Kelly è nato a Boston l'11 maggio 1950 in una famiglia cattolica di origini irlandesi ed è cresciuto tra i quartieri della città. Prima di compiere 16 anni ha trascorso qualche periodo a Washington per poi ritornare nella sua città natale. In seguito ha servito per la marina mercantile degli Stati Uniti d'America e si è arruolato nel Corpo dei Marines durante la guerra in Vietnam. Nel 1975 viene commissionato come secondo tenente nel corpo dei Marines e l'anno seguente si laurea all'Università di Boston fino a conseguire un'altra laurea in Sicurezza Nazionale presso l'Università di Georgetown. Nel 1995 si laurea presso la National Defense University a Washington.
Nel suo ultimo incarico militare è stato, dal 2012 al 2016, Generale a quattro stelle alla guida del Comando Sud degli Stati Uniti, il comando unificato combattente responsabile delle operazioni militari americane in America centrale, Sud America e Caraibi.
Dopo essersi ritirato dalla carriera militare, il 7 dicembre 2016 Kelly viene nominato segretario per la Sicurezza Interna dal presidente eletto Donald Trump. Il 20 gennaio successivo il Senato conferma la sua carica di segretario con 88 sì e 11 no.
Il 28 luglio 2017, a seguito delle dimissioni di Reince Priebus come capo gabinetto della Casa Bianca, Trump decide di nominare Kelly per prendere il suo posto. Kelly accetta l'incarico, dimettendosi quindi da segretario, ed entra in carica il 31 luglio fino alle dimissioni del 2 gennaio 2019. È stato il primo militare di carriera ad occupare quell'incarico dopo Alexander Haig.

## Vita privata
Kelly è sposato con Karen Hernest dal 1976, da cui ha avuto tre figli: Robert, John Jr. e Kathleen.
Il 9 novembre 2010 il figlio Robert, di ruolo primo tenente, è stato ucciso in azione quando ha calpestato una mina mentre guidava un plotone di marines in una pattuglia a Sangin, in Afghanistan. L'altro figlio di Kelly, John Jr., è un maggiore del Corpo dei Marines.